# Shiwa
Shiwa (jap. 紫波町 Shiwa-chō) – miasto w Japonii, na wyspie Honsiu, w prefekturze Iwate. Według danych na rok 2020 miejscowość zamieszkiwało 32 147 mieszkańców , a gęstość zaludnienia wyniosła 134,5 os./km².